# Савенко Микола Дмитрович
Микола Дмитрович Савенко (нар. 1944, с. Первомайське, Безим'янський район, Саратовська область, Росія) — український суддя. У вересні 1996 року на третьому (позачерговому) з'їзді суддів обраний суддею Конституційного Суду України.
Припинив повноваження судді 19 жовтня 2005 року.

## Життєпис
Народився в робітничій сім'ї.

### Освіта
Закінчив Луганське технічне училище (1963), працював слюсарем на Луганському тепловозобудівному заводі.
Проходив строкову військову службу.
Закінчив правознавчий факультет Харківського юридичного інституту (1972).

### Трудова діяльність
- Працював стажистом Новотроїцького районного народного суду Херсонської області.
- 1972 — обраний народним суддею Каланчацького районного народного суду.
- З 1983 — член Херсонського обласного суду.
- З 1988 — суддя, заступник голови судової Колегії в цивільних справах Верховного Суду України.

Автор близько 20 наукових робіт з проблем конституційного права, захисту прав людини.
Кандидат юридичних наук, доцент. Має вищий кваліфікаційний клас судді.

## Нагороди
- Заслужений юрист України (1997)[3]
- Орден «За заслуги» III ступеня (2002)[4]